# ミロシュ・ビストルチル
ミロシュ・ビストルチル（Miloš Vystrčil、1960年8月10日 - ）は、チェコ共和国の政治家。第7代上院議長（2020年 - ）、チェコ上院議員（2010年 - ）。テルチ町長（1998年 - 2001年）、ヴィソチナ州知事（2004年 - 2008年）、市民民主党（ODS）上院党首（2016年 - 2020年）を歴任。

## 略歴
1960年8月10日、南ボヘミア州のダツィツェに生まれる。マサリク大学で、数学と物理学を学び教師になる。1991年、市民フォーラムに入党。1994年、テルチの町議会議員に選出され、1998年から2001年にかけて同町長に就任。2000年、ヴィソチナ州議会議員に選出され、2004年から2008年に同州知事を務める。2010年、上院議員選挙に出馬し、チェコ社会民主党の候補を破り上院議員となった。2016年に再選され、2期目を務める。
2020年2月19日、上院議長選で、チェコ社会民主党などの後援により、対抗馬のイジー・ルージチュカを破り、ヤロスラフ・クベラの後任として上院議長に就任する。

### 2020年の台湾訪問
2020年6月9日、ヤロスラフ・クベラ前上院議長の計画を引き継いで、8月に財界訪問団とともに訪台することを発表した。

## 関連事項
- チェコ上院議長の台湾訪問（中国語版）
- チェコと中華民国の関係